# Pleurosicya
Pleurosicya és un gènere de peixos de la família dels gòbids i de l'ordre dels perciformes.

## Taxonomia
- Pleurosicya annandalei (Hornell & Fowler, 1922)
- Pleurosicya australis (Larson, 1990)
- Pleurosicya bilobata (Koumans, 1941)
- Pleurosicya boldinghi (Weber, 1913)
- Pleurosicya carolinensis (Larson, 1990)
- Pleurosicya coerulea (Larson, 1990)
- Pleurosicya elongata (Larson, 1990)
- Pleurosicya fringilla (Larson, 1990)
- Pleurosicya labiata (Weber, 1913)
- Pleurosicya micheli (Fourmanoir, 1971)
- Pleurosicya mossambica (Smith, 1959)
- Pleurosicya muscarum (Jordan & Seale, 1906)
- Pleurosicya occidentalis (Larson, 1990)
- Pleurosicya plicata (Larson, 1990)
- Pleurosicya prognatha (Goren, 1984)
- Pleurosicya spongicola (Larson, 1990)[2][3][4][5][6][7]